# アグーチ
アグーチ（スペイン語: agutí、発音 [aɣuˈti]）またはコモン・アグーチは齧歯目アグーチ科アグーチ属（Dasyprocta）に属する動物の総称である。中部アメリカ、南アメリカ北中部および小アンティル諸島南部に分布し、西インド諸島に帰化した種もいくつかある。モルモットに類縁で、よく似ているが、モルモットより大きく足が長い。体色は種によって大きく異なり、褐色のもの、赤みがかったもの、鈍いオレンジ色のもの、灰色がかったものや黒っぽいものまで多様だが、腹面が背面より明るいのが普通である。体表は粗い体毛で覆われており、危険を感じると体毛を逆立てる習性がある。体長40.5-76センチメートル、体重2.4-6キログラム程度で、尾は短く毛が生えていない。 メキシコではセレケ（sereque）、パナマではニェケ（ñeque）、エクアドル東部ではグァツーサ（guatusa）と呼ばれる。明治期の博物学教本『具氏博物学』の中で、金兎という漢字が当てられている。
紛らわしいことに、近縁なパカの学名はCuniculusが正しいのだが、同物異名のAgouti（アグーチ）と記載している文献が散見される。また、西アフリカ、特にコートジボワールでは、ヨシネズミのことをアグーチと呼ぶ。

## 語源
アグーチという名前は、南アメリカ先住民の言語であるグアラニー語またはトゥピ語による本種の名前に由来し、agutí、agoutí、acutí など何通りかの綴りがある。ブラジルポルトガル語のクティア（cutia）は agutí が転訛したものである。

## 現生種
川田ほか（2018）による。
- アザラアグーチ Dasyprocta azarae
- コイバアグーチ Dasyprocta coibae
- タテガミアグーチ Dasyprocta cristata
- ハイイロアグーチ Dasyprocta fuliginosa
- オリノコアグーチ Dasyprocta guamara
- ペルーアグーチ Dasyprocta kalinowskii
- ウサギアグーチ Dasyprocta leporina
- メキシコアグーチ Dasyprocta mexicana
- シリグロアグーチ Dasyprocta prymnolopha
- マダラアグーチ Dasyprocta punctata
- ロアタンアグーチ Dasyprocta ruatanica

## 生態

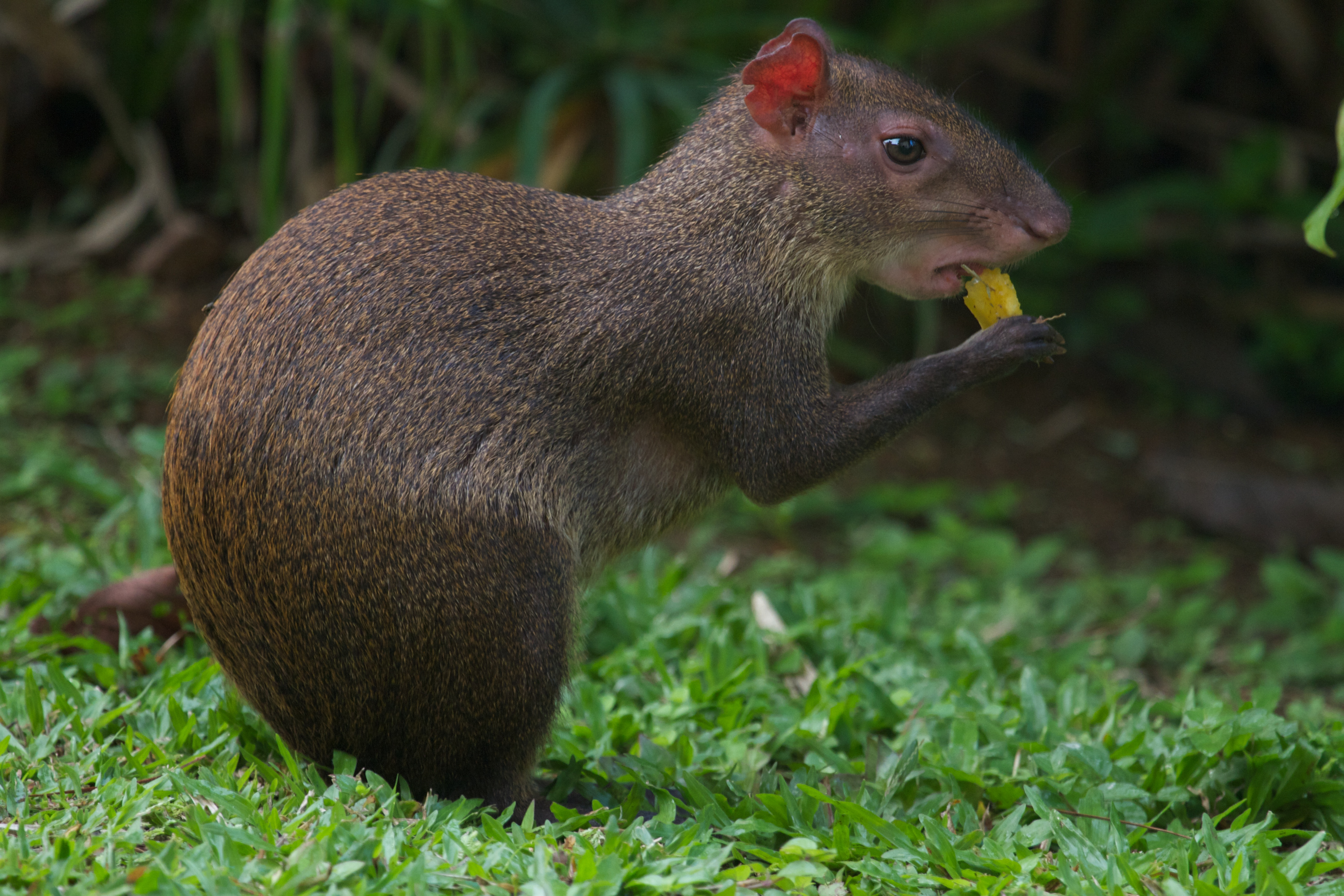
パナマに生息するアグーチ

アグーチの足指は前肢5本、後肢3本で、第1指は非常に小さい。尾はごく短いか存在せず、無毛である。 大臼歯は円筒形で、噛合面にはいくつかの島と横方向のエナメル質のひだがある。体長60センチメートル、体重4キログラムにまで成長する。  ほとんどの種は背面が褐色で、腹面はやや白っぽい。毛皮は光沢があり、光が当たるとオレンジ色に光る。昼行性か夜行性かについては、それぞれ異なる報告があり、人里離れた場所では昼行性だが、外敵や人間が多い場所では夜行性になるという。 

### 行動および習性
野生下では臆病で人間から逃げるが、飼育下では人間に懐くこともある。トリニダード島では、猟犬から何時間も逃げ回る、走るのが得意な動物だと認識されている。 
アグーチは中南米の森や林地で見られ、種によって異なるものの熱帯雨林やサバンナ、近年では耕作地でも生活している。夜は木の洞や根の間に掘った巣穴に身を隠している。優雅な動きの活発な動物で、バネが強くトロットやギャロップのような走りをする。水辺にもよく現れ、泳ぎも得意である。 
摂食時には後肢で立ち、前肢に食物を持って食べる。多いときには100頭程度の一群となって摂食する。食性は主に植物食で、落ちた果実や葉または根を食べるが、時には木に登って未熟な果実を食べることもある。また、食物を持ち帰り、穴に埋めて蓄えることもある。食物が少なくなると、地上で営巣している鳥の卵や海辺に出て貝を食べることもある。サトウキビやバナナのプランテーションに現れてこれらを食害することもあり、害獣として扱われることもある。アグーチは、強く鋭い歯を使って、非常に固いブラジルナッツの果皮を開けることができるが、同じ芸当ができるのは、他にコンゴウインコなどわずかな種しかいないと考えられている。なお、ブラジルナッツはアグーチが果皮を開けて持ち去った果実を穴に埋めて蓄える行動を種子の拡散に利用している。ブラジル南部では、主にパラナマツ (Araucaria angustifolia) の実を食べている。 

### 繁殖
アグーチの妊娠期間は3ヶ月で、一回に2-4頭を産む。1年に2回、5月と10月に決まった繁殖期がある種もあれば、一年中繁殖可能な種もある。幼獣は樹木の葉や根、成獣の体毛を敷いた巣穴で産み落とされる。産まれた時点でかなり成長しており、生後わずか1時間で授乳を受けることもある。一度つがいになると、それは終生続く。寿命は20年程度で、齧歯類としては極めて長い。